# Virginia Slims of New Orleans 1985
Il Virginia Slims of New Orleans 1985 è stato un torneo di tennis giocato sul sintetico indoor. È stata la 2ª edizione del torneo, che fa parte del Virginia Slims World Championship Series 1985. Si è giocato a New Orleans negli USA, dal 23 al 29 settembre 1985.

## Campionesse

### Singolare
Chris Evert-Lloyd ha battuto in finale  Pam Shriver con il punteggio di 6–4, 7–5

### Doppio
Chris Evert-Lloyd /  Wendy Turnbull hanno battuto in finale  Mary Lou Daniels /  Anne White con il punteggio di 6–1, 6–2